# Roman Herzog
Roman Herzog (Landshut, 5. travnja 1934. — 10. siječnja 2017.), njemački pravnik i političar (CDU).
Od 1987. do 1994. je bio predsjednik vrhovnog suda a od 1994. do 1999. 7. Njemački predsjednik. Također je još bio Ministar kulture od 1978. do 1980. i Ministar unutarnjih poslova pokrajine Baden-Württemberg od 1980. do 1983 .